# Zimperium
Zimperium, Inc. є приватною компанією, що спеціалізується на розробці систем мобільної безпеки, що базується в Сполучених Штатах зі штаб — квартирою в Далласі, штат Техас. Компанія відома розробкою декількох мобільних програмних забезпечень для захисту від загроз.

## Історія
ТОВ «Zimperium» було засновано у 2010 році її головою та технічним директором Іцхаком Авраамом. У 2011 році Елія Єгуда приєдналася до плану як співзасновник. У 2013 році активи Zimperium, Ltd. були придбані Zimperium, Inc., і нова компанія була зареєстрована в штаті Делавер. У 2014 році, Zimperium, Inc. випустила Android додаток zIPS (система відстеження запобігання вторгненням), програмне забезпечення, що використовує машинне навчання для відстеження звичок користувачів та виявлення і запобігання можливого злому та витоку інформації. У 2015 році Zimperium, Inc. розробила системи безпеки проти групи програмних помилок, які впливають на низку операційних систем Android, що називаються Stagefright (bug).
У 2016 році компанія стала партнером компанії BlackBerry. Партнерство полягало в інтеграції технологій zIPS від Zimperium для підвищення мобільної безпеки в операційну систему iOS та Android. Zimperium, Inc. залучила понад 60 мільйонів доларів від приватних інвесторів, включаючи Samsung, Telstra та Sierra Ventures. Компанія співпрацює з декількома технологічними компаніями, включаючи Softbank Group, Deutsche Telekom, Telstra, SmarTone, Oracle, Microsoft та MobileIron.
У січні 2018 року Zimperium, INC. передала свою інтелектуальну власність Ally Bank, включаючи патенти та торгові марки.
Zimperium, Inc — міжнародна компанія, яка має сотні клієнтів. Серед них — підприємства будь-якого розміру, великі федеральні та місцеві державні установи, провідні оператори мобільного зв'язку та основні партнери OEM[джерело?].
Zimperium є світовим лідером у захисті підприємств від мобільних загроз, пропонуючи єдиний захист від загроз Android, iOS та Chromeboo, що працює у реальному часі на основі машинного навчання. Завдяки механізму машинного навчання z9 програмні забезпечення Zimperium захищають мобільні пристрої та додатки від атак пристроїв, фішингу та шкідливих програм[джерело?].